# حقوق الإنسان في ماليزيا

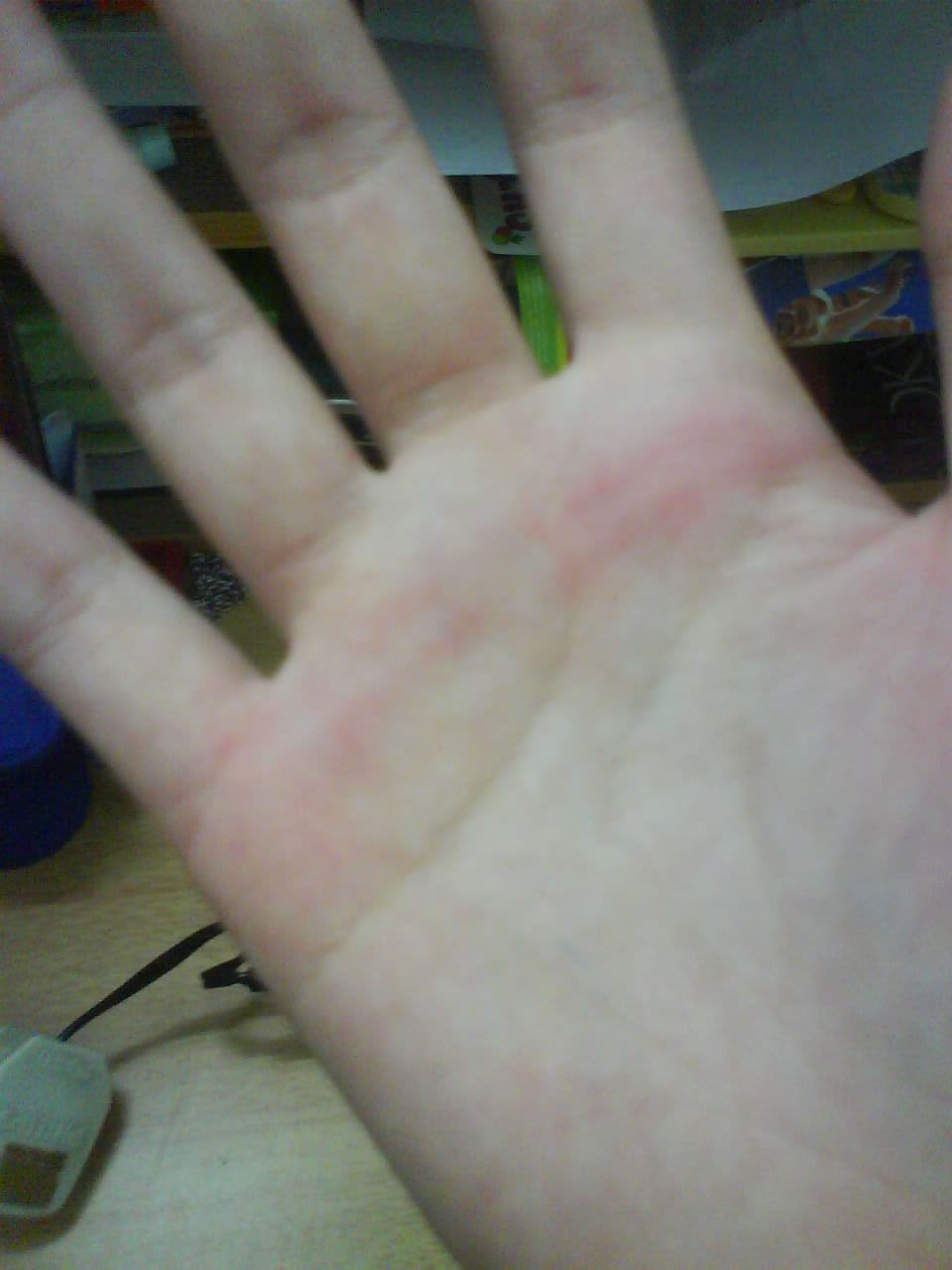
علامات ضرب بالعصا لطالبة في مدرسة ثانوية في ماليزيا

إن وضع حقوق الإنسان في ماليزيا مثير للجدل، لا سيما وقد وُجهت للبلاد عدة ادعاءات بانتهاك هذه الحقوق. تنتقد جماعات حقوق الإنسان والحكومات الأجنبية بشكل عام الحكومة والشرطة الماليزية الملكية. تسمح قوانين الاحتجاز أو وقف الأشخاص الاحترازي، مثل قانون الأمن الداخلي ومرسوم قانون الطوارئ (المتعلق بالحفاظ على النظام العام ومنع الجريمة) لعام 1969، باحتجاز الأشخاص دون محاكمة أو دون توجيه تهم لهم، وهذه القوانين تقلق منظمات حقوق الإنسان مثل SUARAM.

## التشريع
تُستخدم العديد من القوانين الماليزية لتقييد حقوق الإنسان الأساسية. كما قد عمدت الحكومة إلى وصف التغييرات الشاملة الأخيرة التي طرأت على هذه القوانين بأنها إصلاحات في مجال حقوق الإنسان، لكن وفقًا للنقاد، فهي في الواقع ضيقت القيود أكثر وجعلتها أكثر صرامة في بعض النواحي.
دافعت وزارة الشؤون الخارجية في البلاد عن ضوابطها الصارمة والشديدة على حقوق الإنسان قائلة إن البلاد «تنتهج نهجًا شموليًا لحقوق الإنسان إذ تُعتبر جميع الحقوق مرتبطة ببعضها غير قابلة للتجزئة. وإن حقوق كل مواطن في ماليزيا محمية بموجب الأحكام القانونية في الدستور الاتحادي، إلا أن هذه الحقوق ليست مطلقة وتخضع من بين أمور عدة للنظام العام والأخلاق وأمن البلاد». بذلك، وفي حين أن ماليزيا تدّعي أن القوانين تغيرت من أجل «الحفاظ على المبادئ العالمية لحقوق الإنسان»، إلا أنها أيضًا تهتم بـ «مراعاة تاريخ البلد والتنوع الديني والاجتماعي والثقافي لمجتمعاتها. هذا لضمان الحفاظ على احترام الانسجام الاجتماعي وحمايته. ممارسات حقوق الإنسان في ماليزيا هي انعكاس لنظام القيم الآسيوية الأشمل التي تهتم بتماسك ورفاهية المجتمع أكثر من اهتمامها بالحقوق الفردية».
اشتهرت عدة حالات في ماليزيا بشكل خاص بالقبض على الأشخاص دون أوامر اعتقال واحتجازهم إلى أجل غير مسمى دون محاكمة أو تهم، وبفرضها قيودًا حازمة وصارمة على حريات التعبير والصحافة والتجمع وتأسيس الجمعيات بحجة الحفاظ على النظام في المجتمع. سجل تقرير لوزارة الخارجية الأمريكية نُشر في عام 2011 حدوث اعتداءات مثل: سوء معاملة الموقوفين وحتى موت بعض الأشخاص المحتجزين لدى الشرطة والعقاب بالضرب بالعصا والإتجار بالأشخاص؛ وهي حركة منهجية لحماية مصالح العرق الماليزي الذين تم تهميشه اقتصاديًا وتجاوزه عدد السكان غير الماليزيين منذ سقوط ملقا على يد البرتغاليين وسنغافورة على يد المغتربين الصينيين.

### التشريعات التقليدية المقيدة
هناك العديد من التشريعات القوية والفضفاضة التي لطالما استخدمتها ماليزيا منذ وقت طويل لتقييد حقوق الإنسان للأفراد وبالتالي الحفاظ -حسب رأي البلاد- على النظام والأمن المجتمعيين. في عام 2008، لخصت منظمة العفو الدولية حالة حقوق الإنسان في ماليزيا، بشكل جزئي، بالإشارة إلى أن الحكومة «شددت وبسطت سيطرتها على المعارضة وضيقت على الحق في حرية التعبير والدين أو المعتقد»، واعتقلت المدونين بموجب قانون إثارة الفتنة، مستخدمة قانون الصحافة والمنشوراتPPPA  للتحكم في محتوى الصحف المحلية، واعتُقل عدد من الأفراد بشكل تعسفي بموجب قانون الأمن الداخلي (ISA). في عام 2012، طرأت تغييرات جذرية على عدد من هذه القوانين التي وُصفت رسميًا بأنها إصلاحات في مجال حقوق الإنسان، إلا أنها واجهت عدة انتقادات على نطاق واسع لأنها لم تتعدل نحو الأفضل بما فيه الكفاية أو بسبب تقييدها حقوق الإنسان بشكل كبير في الواقع.

### قانون النظام الداخلي
لربما أشهر هذه القوانين هو قانون الأمن الداخلي الذي صدر عام 1960، أي بعد ثلاث سنوات من استقلال ماليزيا عن المملكة المتحدة. يعتبر هذا القانون على نطاق واسع شديد القسوة، لا سيما وأنه يسمح بالاحتجاز والتوقيف في السجن لمدة طويلة دون محاكمة، وقد استخدمته الحكومة الماليزية على مر العقود بشكل منهجي ضد الأفراد الذين ينظر إليهم -لأسباب متعددة- على أنهم يشكلون تهديدًا لحكومة ماليزيا أو «للنظام المجتمعي».

### قانون إثارة الفتنة
هو قانون آخر شديد ويتم توظيفه من قبل الحكومة على نطاق واسع، ويعود إلى عام 1948، عندما كانت ماليزيا لا تزال مستعمرة بريطانية. بموجب هذا القانون، يتم تجريم أي خطاب أو أي مكتوب تعتبره الحكومة مثيرًا للفتنة. أُلقي القبض على عدد كبير من النقاد والمعارضين السياسيين للنظام الماليزي وتوقيفهم بموجب قانون الفتنة هذا، والذي كان الغرض الأساسي منه تقييد حرية التعبير في ماليزيا.

### قانون النشر والمطبوعات
في عام 1984، استُحدث قانون النشر والمطبوعات والذي بموجبه يجرم نشر أي شيء دون ترخيص حكومي يُجدد كل عام من قبل وزير الداخلية، لإسكات منتقدي الحكومة وحظر المطبوعات المختلفة لمجموعة متنوعة من الأسباب. كما هو الحال مع قانون إثارة الفتنة، كان التأثير العملي لقانون النشر والمطبوعات هو تقييد حرية التعبير في ماليزيا بشدة. وفي الوقت نفسه، في شرق ماليزيا (صباح وساراواك)، أصبحت الصحافة أكثر حرية حيث يوجد اهتمام أقل بالجدل الذي يحدث هناك.

### قانون الشرطة
يسمح قانون الشرطة لعام 1967 للشرطة الماليزية بتوقيف الأشخاص في النظارة دون أذن، وقد استخدم هذا القانون بشكل خاص لتقييد حرية التجمع. بموجب قانون الشرطة هذا، حتى وقت قريب من الآن، كانت تصاريح الشرطة مطلوبة للتجمعات التي تضم أكثر من أربعة أشخاص باستثناء الإضرابات.

### تغييرات القوانين التقييدية
في 15 أيلول/ سبتمبر 2011، أعلن رئيس الوزراء الماليزي آنذاك داتوك سيري نجيب تون رزاق أن قانون الأمن الداخلي سيتم إلغاؤه بالكامل «واستبداله بقانون جديد يتضمن مزيدًا من الإشراف القضائي ويحد من سلطات الشرطة في احتجاز المشتبه بهم لأسباب احترازية». التزمت الحكومة أيضًا بإلغاء بعض صكوكها القانونية الأكثر شهرة لتقييد حقوق الإنسان، بما في ذلك قانون إثارة الفتنة وقانون الطوارئ والإقالة. بالإضافة إلى ذلك، وافقت الحكومة على مراجعة العديد من القوانين، بما في ذلك المادة 27 من قانون الشرطة وقانون النشر والمطبوعات وقانون الأسرار الرسمية.

### قانون الجرائم الأمنية (التدابير الخاصة)
أشار الكاتب ميكي شبيغل في نيسان/ أبريل 2012، في مقال نشر في حزيران/ يونيو 2012 في مركز الشرق والغرب في نشرة آسيا والمحيط الهادئ وأعيدت طباعته في بانكوك بوست وعلى موقع هيومن رايتس ووتش، إلى أن البرلمان الماليزي أقر بديلاً لقانونISA ، اسمه قانون الجرائم الأمنية (التدابير الخاصة) 2012 .(SOSMA) صرّح آنذاك شبيغل أن قانون SOSMA قانون لم يعدل بما فيه الكفاية لحماية الحقوق والحريات الأساسية للماليزيين. «في الواقع، أكد شبيغل أن القانون الجديد في الواقع أكثر قمعية ورجعية من الذي سبقه في بعض النواحي، وأشار إلى أن الحكومة كانت تتهرب وتتلاعب بحقوق الإنسان».
على سبيل المثال لا الحصر، بالإضافة لتعديلات على قوانين أخرى، شدّد قانون "SOSMA" الجديد القيود أو حظر الأنشطة الصريحة بالفعل، وأضاف أنشطة غير مدرجة سابقًا إلى قائمة الأنشطة المحظورة، وعمل على توسيع نطاق سلطة الشرطة وقبول المراقبة بطرق جديدة ومبتكرة". ما يعني تقليص الحماية الفردية لحقوق المواطنين.

### قانون التجمع السلمي
يحل قانون التجمع السلميPAA  محل البند 27 من قانون الشرطة، الذي يتطلب تصاريح الشرطة للتجمعات الكبيرة. بموجب القانون الجديد، لم يعد استصدار هذه التصاريح ضروريًا. بدلاً من ذلك، يجب على المنظمين إعطاء الشرطة إشعارًا مدته 10 أيام بأي تجمع مخطط، وبعد ذلك سترد الشرطة بالإيجاب أو الرفض، مع الإشارة إلى أي قيود يرغبون في وضعها على التجمع. كما يحظر القانون الجديد الاحتجاج في الشوارع، ويحظر على الأشخاص دون سن 15 عامًا المشاركة في التجمعات، وأيضًا يحظر على الأشخاص دون 21 عامًا تنظيمها، كما ويمنع إقامة التجمعات بالقرب من المدارس والمساجد والمطارات ومحطات السكك الحديدية، وغيرها من الأماكن غير المخصصة. على الرغم من أنه تم اعتباره إصلاحًا للمادة 27 من قانون الشرطة، إلا أن هذا القانون تعرض لسلسلة انتقادات شديدة من قبل معارضي الحكومة وغيرهم بحجة أنه قانون أكثر تقييدًا ما سبقه، إذ قال أحد زعماء المعارضة أن هذا القانون يمنح «سلطات مطلقة للشرطة».